# Schmidhausen (Langenbach)

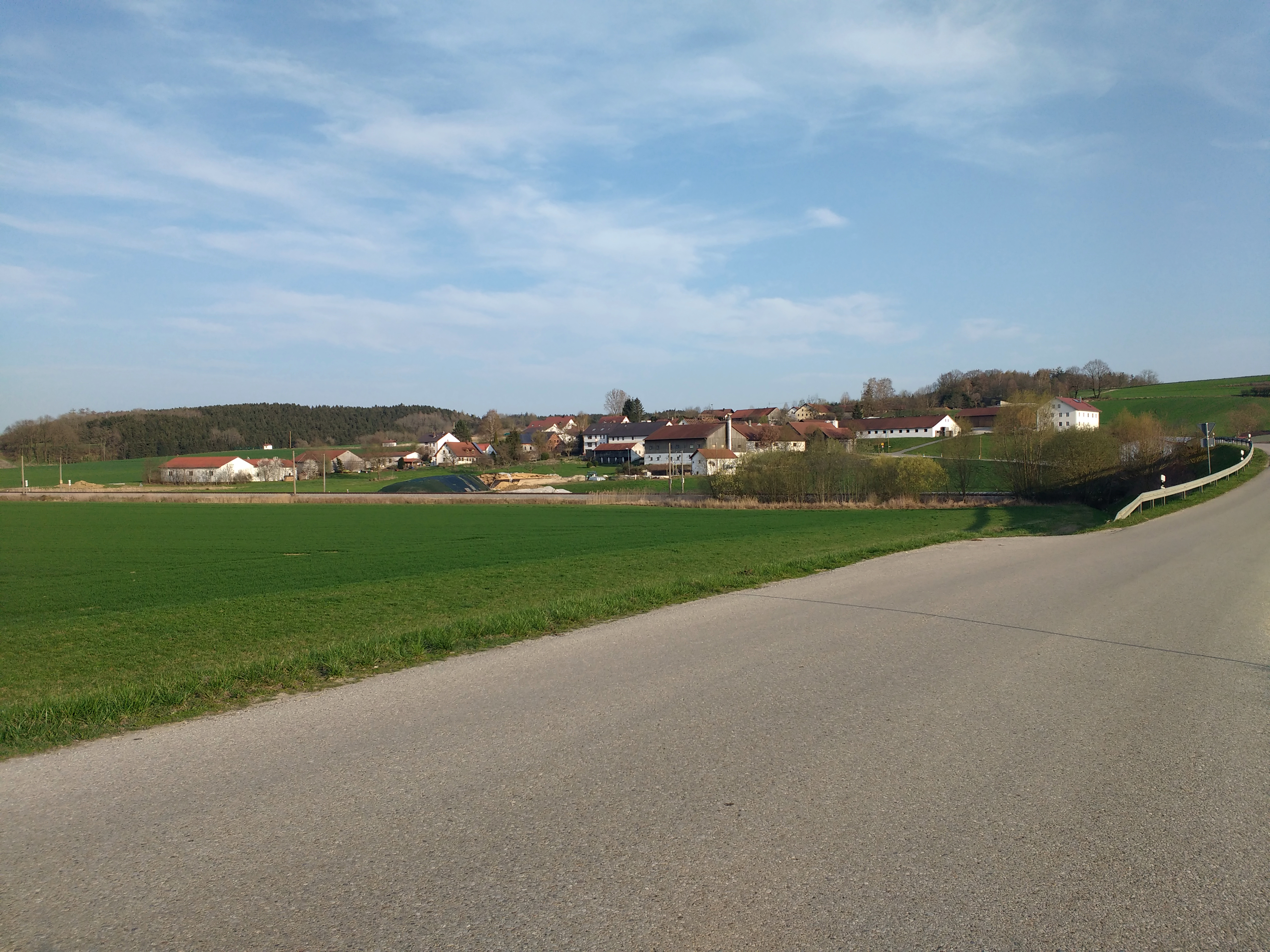
Schmidhausen von Norden gesehen

Schmidhausen ist ein Gemeindeteil der Gemeinde Langenbach im oberbayerischen Landkreis Freising in Bayern.

## Lage
An Schmidhausen führt die Staatsstraße 2350, die Bahnstrecke München–Regensburg und der Langenbach vorbei.

## ÖPNV
Die Buslinie 633V hält im Dorf Schmidhausen zweimal morgens.